# 拉庫扎
52°13′23″N 32°25′20″E / 52.22306°N 32.42222°E
拉庫扎（烏克蘭語：Ракужа），是烏克蘭北部的村莊，隸屬切爾尼希夫州的諾夫霍羅德-錫韋爾斯基區。該村面積0.01平方公里，海拔高度143米，2001年人口2，人口密度每平方公里200人。